# Ventzislav Simeonov
Ventzislav Simeonov (em búlgaro:  Венцислав Симеонов; Plovdiv, 3 de fevereiro de 1977) é um ex-jogador de voleibol búlgaro, naturalizado italiano, que competiu nos Jogos Olímpicos de 2004.
Em 2004, ele fez parte da equipe italiana que conquistou a medalha de prata no torneio olímpico, no qual participou de cinco partidas. O pai de Ventzislav, Kaspar Simeonov, também atuou como jogador de vôlei e ganhou uma medalha de prata com a seleção búlgara nas Olimpíadas de Moscou em 1980.